# NGC 1811
NGC 1811 je galaksija u zviježđu Golubu.

## Vanjske poveznice
- SEDS: NGC 1811